# Hydrelia undulosata
Hydrelia undulosata là một loài bướm đêm trong họ Geometridae.